# كاثرين لوكلير دو روز
كاثرين لوكلير دو روز (بالفرنسية: Mademoiselle de Brie)‏ هي ممثلة فرنسية، ولدت في 1630، وتوفيت في 1706.